# Gaspar Alfonso Pérez de Guzmán
Gaspar Alfonso Pérez de Guzmán, 9e duc de Medina Sidonia, est un homme d’État espagnol, né le 2 août 1602 et décédé en 1664, neveu du ministre Olivares.

## Biographie
Gouverneur de l’Andalousie, poussé par l’exemple de son beau-frère, Jean de Bragance, qui vient de monter sur le trône du Portugal à la suite de la révolution de 1640, il résolut de faire soulever l’Andalousie et de s’en déclarer le souverain.
Mais, ses projets ayant été découverts, il est appelé à Madrid, où, pour sauver sa vie, il révèle au roi tous les détails du complot, dans lequel a trempé le roi de Portugal. 
Après cet aveu, Olivarez oblige Medina-Sidonia à envoyer un cartel à Jean de  Bragance et à se rendre, armé de toutes pièces, à la frontière de Portugal au jour fixé. Jean de Bragance n’eut garde de répondre à son défi, et Medina-Sidonia, couvert de ridicule par cette démarche, passe le reste de sa vie dans une complète obscurité.

## Source
« Gaspar Alfonso Pérez de Guzmán », dans Pierre Larousse, Grand dictionnaire universel du XIXe siècle, Paris, Administration du grand dictionnaire universel, 15 vol., 1863-1890 [détail des éditions].